# Scotty James
Scotty James (Melbourne, 6 juli 1994) is een Australisch snowboarder. Hij nam viermaal deel aan de Olympische Winterspelen waarbij hij in 2022 een zilveren medaille won.

## Carrière
James maakte zijn wereldbekerdebuut in februari 2009 tijdens de halfpipe in Bardonecchia. Op de FIS wereldkampioenschappen snowboarden 2009 in Gangwon eindigde de Australiër als 48e in de halfpipe. In 2010 kwalificeerde James zich op 15-jarige leeftijd een eerste keer voor de Olympische Spelen. Hij was daarmee de jongste mannelijke atleet op de Olympische Spelen van Vancouver. Op de halfpipe eindigde James op de 21e plaats. 
Tijdens de FIS wereldkampioenschappen snowboarden 2013 in Stoneham eindigde hij als zesde in de halfpipe en als zestiende op de slopestyle. Hij stond voor de eerste maal op het podium bij een wereldbekerwedstrijd op 18 januari 2014, toen hij derde werd op de halfpipe in Stoneham. In 2014 nam James een tweede keer deel aan de Olympische Spelen. Op de slopestyle eindigde hij als zestiende, op de halfpipe opnieuw 21e.
Op de FIS wereldkampioenschappen snowboarden 2015 in Kreischberg werd de Australiër wereldkampioen in de halfpipe. Op 19 februari 2017 boekte hij in Pyeongchang zijn eerste wereldbekerzege. In de Spaanse Sierra Nevada nam James deel aan de FIS wereldkampioenschappen snowboarden 2017. Op dit toernooi prolongeerde hij zijn wereldtitel in de halfpipe. Tijdens de Olympische Winterspelen 2018 in Pyeongchang veroverde hij de bronzen medaille in de halfpipe.
Op de FIS wereldkampioenschappen snowboarden 2019 in Park City werd de Australiër voor de derde maal op rij wereldkampioen in de halfpipe.

## Resultaten

### Olympische Winterspelen
| Jaar | Plaats      | Resultaten                  |
| ---- | ----------- | --------------------------- |
| 2010 | Vancouver   | 21e Halfpipe                |
| 2014 | Sotsji      | 16e Slopestyle 21e Halfpipe |
| 2018 | Pyeongchang | Halfpipe                    |
| 2022 | Peking      | Halfpipe                    |

### Wereldkampioenschappen
| Jaar | Plaats        | Resultaten                 |
| ---- | ------------- | -------------------------- |
| 2009 | Gangwon       | 48e Halfpipe               |
| 2013 | Stoneham      | 6e Halfpipe 16e Slopestyle |
| 2015 | Kreischberg   | Halfpipe                   |
| 2017 | Sierra Nevada | Halfpipe                   |
| 2019 | Park City     | Halfpipe                   |
| 2021 | Aspen         | Halfpipe                   |
| 2023 | Bakoeriani    | 5e Halfpipe                |
| 2025 | Engadin       | Halfpipe                   |

### Wereldbeker
Eindklasseringen
| Seizoen   | Algm  | HP   | BA  | SBS |
| --------- | ----- | ---- | --- | --- |
| 2008/2009 | 286e  | 98e  | -   | -   |
| 2009/2010 | 165e  | 50e  | -   | -   |
| 2010/2011 | 46e   | 43e  | 47e | -   |
| 2011/2012 | 19e   | 23e  | 26e | 15e |
| 2012/2013 | 11e   | 11e  | -   | 36e |
| 2013/2014 | Brons | Goud | -   | 13e |
| 2014/2015 | 62e   | 21e  | -   | -   |
| 2015/2016 | 129e  | 55e  | -   | -   |
| 2016/2017 | 5e    | Goud | -   | -   |
| 2017/2018 | 29e   | 11e  | -   | -   |
| 2018/2019 | 11e   | 5e   | -   | -   |

Wereldbekerzeges
| Datum            | Plaats          | Onderdeel |
| ---------------- | --------------- | --------- |
| 19 februari 2017 | Pyeongchang     | Halfpipe  |
| 8 december 2018  | Copper Mountain | Halfpipe  |
| 19 januari 2019  | Laax            | Halfpipe  |
| 14 december 2019 | Copper Mountain | Halfpipe  |
| 22 december 2019 | Secret Garden   | Halfpipe  |
| 18 januari 2020  | Laax            | Halfpipe  |
| 16 december 2022 | Copper Mountain | Halfpipe  |
| 8 december 2023  | Secret Garden   | Halfpipe  |
| 20 januari 2024  | Laax            | Halfpipe  |
| 18 januari 2025  | Laax            | Halfpipe  |